# حزب الخضر الأمريكي
حزب الخضر الأمريكي (بالإنجليزية: Green Party of the United States، واختصارًا: GPUS) هو اتحاد لأحزاب الخضر السياسية في الولايات المتحدة. يشجع الحزب السياسة الخضراء، ولا سيما حماية البيئة، واللاعنف، والعدالة الاجتماعية، والديمقراطية التشاركية، والقاعدية، والمساواة بين الجنسين، وحقوق المثليين، والحركة المناوئة للحرب، ومناهضة العنصرية، والاشتراكية البيئية. على وجه العموم، يُعتبر الحزب يساريًا بالقياس على الطيف السياسي.
تأسس حزب الخضر الأمريكي في عام 2001، باعتباره رابطة أحزاب الخضر التابعة للدولة والتي انفصلت عن تنظيم الخضر/حزب الخضر الأمريكي. سرعان ما أصبح الحزب بعد تأسيسه المنظمة الوطنية الخضراء الرئيسية في الدولة، إذ تفوق على حزب الخضر/الحزب الأخضر الأمريكي الذي أسسته لجنة المراسلات الخضراء في عام 1991، وهي مجموعة من أحزاب الخضر المحلية الناشطة منذ عام 1984. ابتعدت رابطة أحزاب الخضر التابعة للدولة التي تأسست عام 1996، بشكل متزايد عن حزب الخضر/الحزب الأخضر الأمريكي في أواخر التسعينيات من القرن العشرين.
نال الخضر اهتمامًا عامًا واسع النطاق خلال الانتخابات الرئاسية الأمريكية عام 2000، حين فازت القائمة المؤلفة من رالف نادر ووينونا لادوك بنسبة 2.7% من مجموع عدد الأصوات. انتقد العديد من أعضاء الحزب الديمقراطي نادر واتهموه بإفساد الانتخابات لصالح المرشح الديمقراطي آل جور. يؤكد نادر أنه لم يكن مفسدًا في انتخابات عام 2000.

## التاريخ

### النشأة
تطورت الحركة السياسية التي بدأت في عام 1985 كلجان مراسلات لامركزية، إلى هيكل أكثر مركزية بحلول عام 1990، إذ فتحت المركز الوطني لتبادل المعلومات، وشكلت هيئات إدارية ونظامًا داخليًا وقوانين وبرامج مثل لجان المراسلات الخضراء، وبحلول عام 1990، ببساطة الخضر. أجرت المنظمة أنشطة شعبية وتثقيفية وحملات انتخابية.
نشأت الانقسامات الداخلية بين الأعضاء الذين رأوا أن السياسة الانتخابية ستفسد في النهاية، وأيدوا مفهوم «الحزب المناهض للحزب» الذي شكلته بترا كيلي وغيرها من قادة تحالف 90/الخضر في ألمانيا. على الطرف المقابل هناك من رأوا أن الاستراتيجيات الانتخابية تمثل المحرك الأساسي للتغيير الاجتماعي. تُوج الكفاح من أجل توجيه المنظمة ب «اتفاق تسوية» صُدق في عام 1990 في المؤتمر الوطني للخضر في مدينة إلكينز بولاية فيرجينيا الغربية، والذي استوعب كلتا الاستراتيجيتين في إطار نفس المنظمة السياسية، البالغ عددها 527 منظمة وسميت حزب الخضر/الحزب الأخضر في الولايات المتحدة. اعترفت لجنة الانتخابات الفيدرالية به كحزب سياسي وطني في عام 1991.
فشل اتفاق التسوية بعد ذلك، وتعاونت منظمتان من منظمات أحزاب الخضر في الولايات المتحدة منذ ذلك الحين. نُظمت شبكة السياسة الخضراء في عام 1990 وشكلت الرابطة الوطنية لأحزاب الخضر على مستوى الولاية بحلول عام 1994. استمرت الانقسامات بين من يضطرون إلى الانفصال عن الساحة السياسية الوطنية ومن يسعون إلى تنمية جذورهم على الصعيد المحلي، اللذين استمروا بالاتساع خلال التسعينيات من القرن العشرين. شجعت رابطة أحزاب الخضر التابعة للدولة ترشيح نادر لرئاسة الجمهورية في عامي 1996 و 2000 ودعمتها. بحلول عام 2001، أدى الضغط لفصل النشاط الانتخابي عن التنظيم القائم على القضايا في حزب الخضر/الحزب الأخضر في الولايات المتحدة، إلى اقتراح بوسطن وما تبعه من صعود لأحزاب الخضر في الولايات المتحدة. خسر حزب الخضر/الحزب الأخضر في الولايات المتحدة معظم منتسبيه في الأشهر التالية وأسقط مركز حزبه الوطني في لجنة الانتخابات الفيدرالية في عام 2005.

## وصلات خارجية
- الموقع الرسمي
 (بالإنجليزية)
- اللجنة الوطنية لحزب الخضر الأمريكيّ (بالإنجليزية)
- حزب الخضر الأمريكي على مشروع الدليل المفتوح (بالإنجليزية)
- مشروع أراشيف حزب الخضر (بالإنجليزية)